# Шелковица
Шелковица, также Ту́то́вник, тутовое дерево, тютина (лат. Morus), — род растений семейства Тутовые (Moraceae), состоящий из 17 видов листопадных деревьев, распространённых в тёплом умеренном и субтропических поясах Евразии, Африки и Северной Америки. Ветроопыляемое растение.

## Ботаническое описание

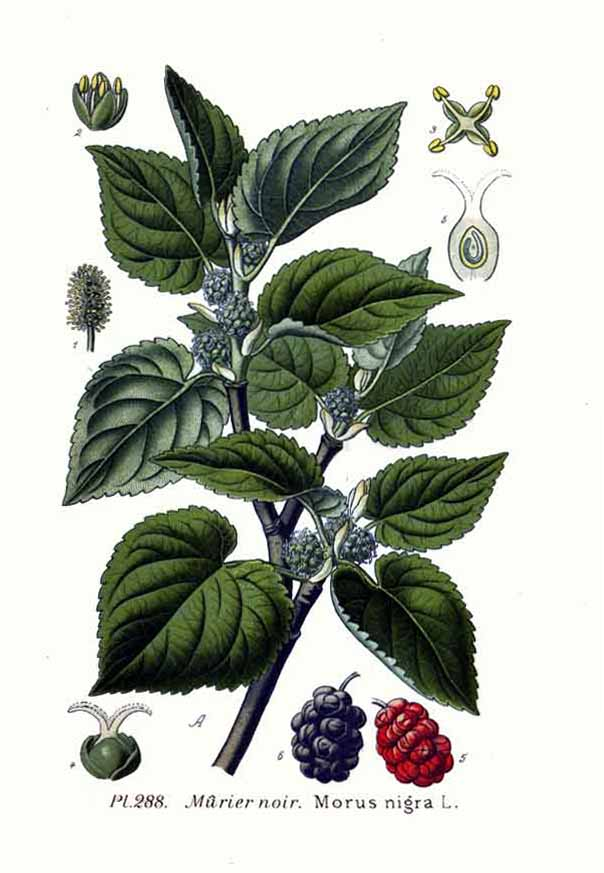
Шелковица чёрная.

В молодости быстрорастущее дерево, но постепенно замедляет свой рост и редко вырастает выше 10—15 м.
Листья очерёдные, простые, часто лопастные, особенно на молодых побегах, на краях зубчатые.
Деревья могут быть однодомными или двудомными.
Соплодия из семянок с разросшимся околоцветником (4 сочных «лепестка», закрывающих семя), от красного до тёмно-фиолетового или же белого цвета; съедобные, у некоторых видов сладкие.
Живёт шелковица до 200, реже до 300—500 лет.

## История
Культивировать шелковицу начали около 2,6 тыс. лет назад.
Образ тутовых деревьев в китайской поэзии с древнейших времён, начиная с песни «В тутах» (кит. трад. 桑中) из древнекитайской «Книги песен» (XI—VIII вв. до н. э.), содержит намёк на любовное свидание.
Тутовое дерево является культовым растением в азербайджанской и армянской культурах. Особое отношение к нему у карабахских армян и азербайджанцев. Они исстари занимались садоводством с разведением тутовых деревьев. Тутовое дерево использовалось многообразно и практически безотходно. Из его листьев карабахцы готовили жёлтую краску, из коры — бумагу, лыко, из ствола — бочки, плотницкие инструменты, различные стройматериалы, из тутовых ягод — водку, уваренный сок дошаб, варенье, компот, джем, уксус, чай. Об особом отношении карабахцев к тутовуму дереву говорит пословица:
У карабахца двое детей: сын — тутовое дерево, дочь — виноградная лоза
В XVII веке тутовые деревья были посажены в Измайловской вотчине Романовых под Москвой.
В 1836 году на Тверском бульваре в Москве были высажены 400 саженцев туты — однако в 1840 году их срубили после приезда в Москву наследника престола как «неугодные взору его высочества» (наследник приезжал в мае, когда липы уже распустились, а тутовник — ещё нет, и эти деревья выглядели неказисто по сравнению с соседями).
В СССР вели работу по созданию более морозоустойчивых сортов шелковицы с целью постепенного расширения района её выращивания. Садоводы-любители в инициативном порядке выращивали шелковицу в более северных районах по сравнению с местами её привычного произрастания (в Горьковской и Ярославской областях РСФСР), а в Москве и окрестностях Москвы в середине 1970-х годов уже насчитывалось свыше 200 деревьев, посаженных и выращенных после Великой Отечественной войны. Однако поскольку плодоносность шелковицы традиционных южных сортов и вкусовые качества её плодов при выращивании в северных широтах были ниже, чем на юге, в Институте генетики и селекции Академии наук Азербайджанской ССР были созданы новые полиплоидные формы плодовой шелковицы, предназначенные для северных насаждений. В 1977 году семена этих сортов шелковицы были разосланы в более чем 200 пунктов в различных районах СССР для посадки и изучения процесса акклиматизации.

## Хозяйственное значение и применение
Два вида — шелковица белая (Morus alba) и шелковица чёрная (Morus nigra) — широко культивируются, в том числе и на юге России. Шелковицу белую размножают прививкой, отсадками (культурные формы и сорта), семенами; выращивают в ряде европейских стран, Центральной Азии и Южном Кавказе, Японии и Китае.
Имеет съедобные плоды, из которых делают начинку для пирогов, изготавливают вина, водку-тутовку и безалкогольные напитки. Ягоды шелковицы красной (родом из Северной Америки) и шелковицы чёрной (родом из юго-западной Азии) имеют приятный аромат. Ягоды шелковицы белой (родом из Восточной Азии) имеют другой запах, часто характеризуемый как «безвкусный». Зрелый плод содержит большое количество ресвератрола, являющегося сильным антиоксидантом. Сахаров в плодах до 20 %, кислот — до 2 %; их потребляют свежими, делают варенье, сиропы и т. д.
На Кавказе из сока плодов варят дошаб (бекмез). Из сока также готовят уксус, вино, сироп, гонят водку. На Кавказе из шелковицы делают лаваш или добавляют её в аличный[неизвестный термин] лаваш. Сок белой шелковицы хорошо очищает кожу от сока чёрной.
Плоды тутового дерева легко мнутся, что очень затрудняет транспортировку ягоды за границы её ареала.
Листья шелковицы, особенно шелковицы белой, являются основным источником питания личинок тутового шелкопряда, куколка которого используется для производства шёлка. Кроме тутового шелкопряда, листьями шелковицы также питаются личинки пяденицы хвостатой зелёной (Hemithea aestivaria), бражника липового (Mimas tiliae) и стрельчатки кленовой (Acronicta aceris).
Древесина шелковицы весьма ценится. В Средней Азии её применяют для изготовления музыкальных инструментов. Применяется как строительный и поделочный материал в столярном и бондарном производствах в силу своих качеств — плотная, упругая, тяжёлая. Также в Центральной Азии плоды сушат и мелят на муку для блинов, толокна, пекут лепешки, вкусом напоминающие цукаты.
С 2011 года заготовка древесины шелковицы в России запрещена.
Некоторые североамериканские города запретили посадку шелковицы из-за большого количества пыльцы, которую они производят, что представляет потенциальную опасность для здоровья некоторых страдающих аллергией на пыльцу. На самом деле, только мужские тутовые деревья производят пыльцу; эта легкая пыльца может глубоко вдыхаться в легкие, иногда вызывая астму. И наоборот, женские тутовые деревья производят исключительно женские цветки, которые вытягивают пыльцу и пыль из воздуха. Из-за этой способности впитывать пыльцу, у всех женских тутовых деревьев шкала аллергии OPALS составляет всего 1 (самый низкий уровень аллергического потенциала), а некоторые считают её «свободной от аллергии».

## Производство шёлка
В прошлом в Закавказье разводили тутовые деревья с целью промышленного производства шёлка. Издание «Кавказский край: Природа и люди» (1895 г.) отмечало, что Нухинский и Шушинский уезды занимали видное место по развитию шелководства. При этом в этих и соседних с ними уездах тутовые деревья высаживались определённым способом. Саженцы сажали по нитке на небольшом расстоянии друг от друга. Посаженные деревья тщательно орошали, обрезая при этом все боковые побеги. После того как деревья чуть подрастали и достигали метра с небольшим, с них срезали верхушку. Со временем на месте среза вылезало множество побегов, которые срезались и отправлялись на корм тутовому шелкопряду. Такие тутовые плантации назывались у местных тохмачар. Кормлением червя занимались женщины. Непосредственным же производством шелка занимались люди-шелкомотальщики, которых согласно изданию «Кавказский край: Природа и люди» стали вытеснять шёлкопрядильные заводы, которые местные армяне стали привозить из Франции

## Классификация

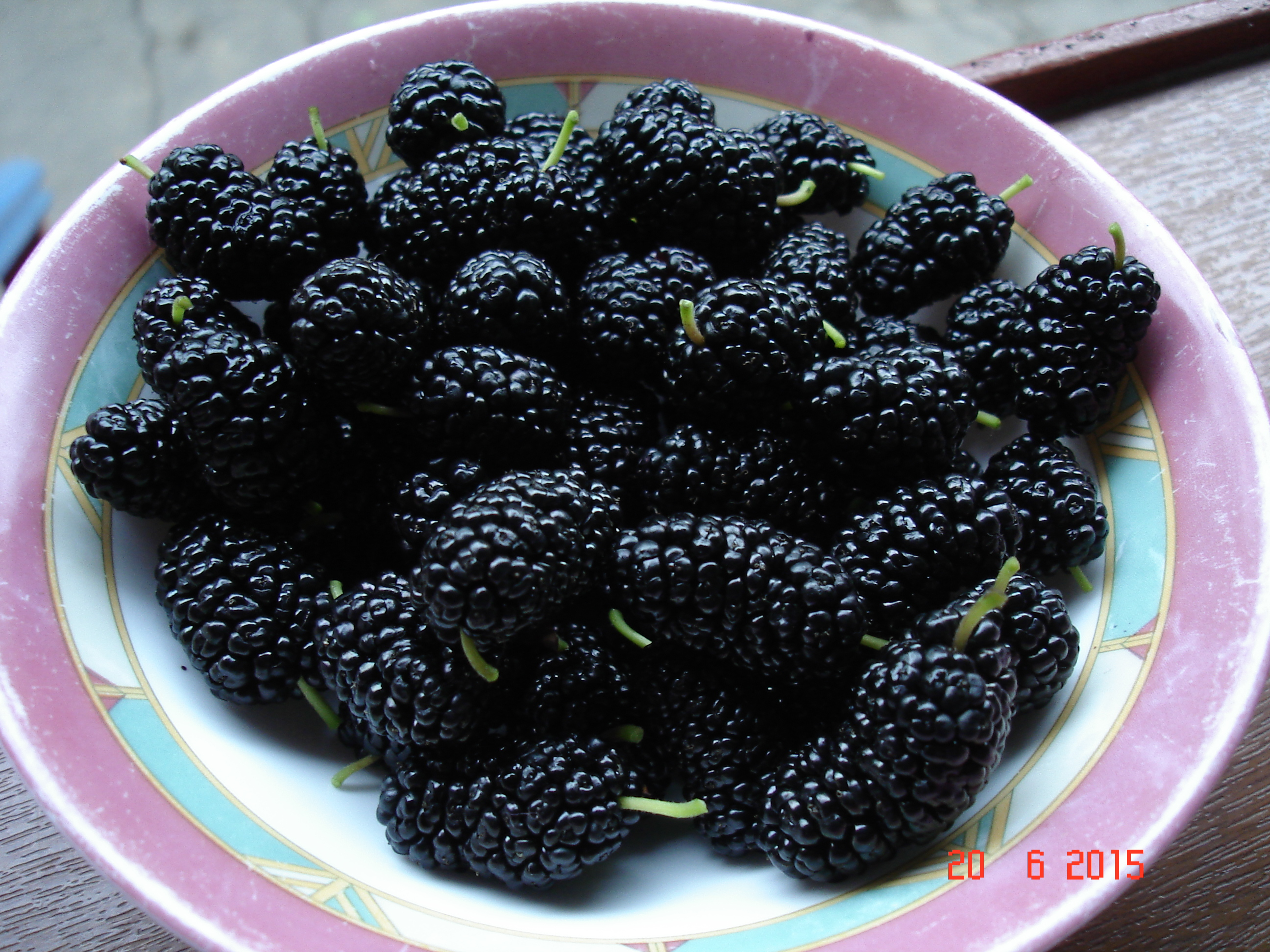
Плоды чёрной шелковицы

Классификация шелковиц сложна и неоднозначна. Всего опубликованы описания свыше 200 видов этого растения, но считаются действительными, по разным классификациям, только 17 видов. Классификация также часто усложняется большим количеством гибридов.
Общепризнанные виды и области происхождения некоторых из них:
- Morus alba L. — Шелковица белая — Восточная Азия
- Morus australis Poir. — Шелковица южная — Дальний Восток и Южная Азия
- Morus cathayana Hemsl.
- Morus celtidifolia Kunth
- Morus indica L.
- Morus insignis Bureau
- Morus japonica Audib.
- Morus liboensis S.S.Chang
- Morus macroura Miq.
- Morus mesozygia Stapf — Южная и Центральная Африка
- Morus mongolica (Bureau) C.K.Schneid.
- Morus nigra L. typus[1] — Шелковица чёрная — Юго-Западная Азия
- Morus notabilis C.K.Schneid.
- Morus rubra L. — Шелковица красная — Восточная Северная Америка
- Morus serrata Roxb.
- Morus trilobata (S.S.Chang) Z.Y.Cao
- Morus wittiorum Hand.-Mazz.

Близкий к шелковице род Broussonetia также широко известен как шелковица, особенно бумажная шелковица (Broussonetia papyrifera).